# John Elly
John Elly (também Ellis) DD (1581 – 1639) foi um cónego de Windsor de 1623 a 1639.

## Carreira
Ele foi educado no Exeter College, Oxford e no Merton College, Oxford, onde formou-se BA em 1602, MA em 1607, BD e DD em 1633.
Ele foi nomeado:
- Reitor de Lapworth, Warwick 1613
- Vigário de Elham, Kent 1612 - 1614
- Vigário de Ruislip 1633 - 1639
- Vigário de Isleworth 1637-1639

Ele foi nomeado para a décima segunda bancada na Capela de São Jorge, Castelo de Windsor em 1623, e manteve a posição até 1639.